# يان توملينسون
يان توملينسون (بالإنجليزية: Ian Tomlinson) هو منافس ألعاب قوى أسترالي، ولد في 27 فبراير 1936 في برث في أستراليا، وتوفي في 26 يناير 1995.

## وصلات خارجية
- يان توملينسون على موقع الاتحاد الدولي لألعاب القوى (الإنجليزية)
- يان توملينسون على موقع النتائج التاريخية لألعاب القوى الأسترالية (الإنجليزية)
- يان توملينسون على موقع أوليمبيديا (الإنجليزية)
- يان توملينسون على موقع اللجنة الأولمبية الأسترالية (الإنجليزية)
- يان توملينسون على موقع اتحاد ألعاب الكومنولث (مؤرشف) (الإنجليزية)